# Прапор Лиманського
Пра́пор Лиманського — офіційний символ смт Лиманське затверджений рішенням Лиманської селищної ради.

## Опис
На квадратному полотнищі уздовж древка йде зелена смужка шириною 1/5 прапора, по якій йде жовта виноградна лоза з білими гронами. Більша частина розділена хвилясто на блакитну і синю смуги (5:1); зліва з перетину сходить червоне сонце з чотирма жовтими променями до країв полотнища.